# (14227) 1999 XW85
A (14227) 1999 XW85 a Naprendszer kisbolygóövében található aszteroida. A LINEAR projekt keretében fedezték fel 1999. december 7-én.